# Liste der Monuments historiques in Saint-Médard (Charente-Maritime)
Die Liste der Monuments historiques in Saint-Médard (Charente-Maritime) führt die Monuments historiques in der französischen Gemeinde Saint-Médard auf.

## Liste der Objekte
| Bezeichnung | Beschreibung | Standort                       | Kennzeichnung | Schutzstatus | Datum | Bild |
| ----------- | ------------ | ------------------------------ | ------------- | ------------ | ----- | ---- |
| Altar       |              | in der Kirche St-Médard (Lage) | PM17001830    | Inscrit      | 1997  |      |